# Меморијска хијерархија
Термин меморијска хијерархија се користи у архитектури рачунара када се говори о проблему перформанси у архитектонском дизајну рачунара, алгоритмима претпостављања, и програмирању на ниском нивоу које укључује конструкте као што су локалност референце. "Меморијска хијерархија" у случају компјутерских меморија разликује сваки ниво у хијерархији по времену одзива. С обзиром да су време одзива, сложеност, и капацитет међусобно повезани, нивои се могу разликовати и по контролишућој технологији.
Пуно компромиса при дизајнирању система великих перформанси ће укључивати структуру меморијске хијерархије, величину и технологију сваке компоненте. Тако различите компоненте могу бити посматране као део хијерархије (m1,m2,...,mn) у којој је сваки члан mi подређен следећем највишем члану mi-1 хијерархије. Да би се ограничило чекање од стране виших нивоа, нижи ниво ће одговорити пуњењем бафера, а затим сигнализирати да се покрене трансфер.
Постоје четири главна нивоа.
1. Интерни - Процесорски регистри и кеш.
2. Главни - системски RAM и контролери.
3. Унутрашња меморија - Секундарна меморија.
4. Спољашња меморија - Терцијарна меморија и спољашња меморија.

Ово је типична структура меморијске хијерархије. Пуно других структура су такође корисне. На пример, алгоритам страничења се може сматрати као ниво виртуелне меморије при дизајнирању рачунарске архитектуре.

## Пример употребе термина
Ево неких цитата.
- Повећање сложености успорава меморијску хијерархију.
- CMOx меморијска технологија растеже простор флеша у меморијској хијерархији[2]
- Један од главних начина повећања системских перформанси је минимизација пута до дна хијерархије који се мора прећи да би се дошло до података.[3]
- Кашњење и проток су две мере повезане са кешом и меморијом. Ниједна од њих није униформна, али је специфићна одрећеној компоненти меморијске хијерархије.[4]
- Тешко је претпоставити где се у меморијској хијерархији налази податак.[4]
- ...локација у меморијској хијерархији диктира време које је потребно за дохват података.[4]

## Примена концепта
Број нивоа у меморијској хијерархији и перфорансе сваког нивоа су се повећавале временом. На пример, меморијска хијерархија Intel Haswell Mobile процесора из 2013-е је:
- Процесорски регистри - најбржи могући приступ (обично 1 процесорски такт). Реда величине неколико хиљада бајтова
- кеш
  - Ниво 0 (L0) Кеш микрооперација - Реда величине 6 KiB[6]
  - Ниво 1 (L1) Кеш за инструкције - Реда величине 128 KiB
  - Ниво 1 (L1) Кеш за податке - Реда величине 128 KiB. Најбоља брзина приступа је око 700 GiB по секунди[7]
  - Ниво 2 (L2) Дељени кеш за инструкције и податке - Реда величине 1 MiB. Најбоља брзина приступа је око 200 GiB по секунди[7]
  - Ниво 3 (L3) Дељени кеш - Реда величине 6 MiB. Најбоља брзина приступа је око 100 GB по секунди[7]
  - Ниво 4 (L4) Дељени кеш - Реда величине 128 MiB. Најбоља брзина приступа је око 40 GB по секунди[7]
- Главна меморија - Реда величине неколико гигабајта. Најбоља брзина приступа је око 10 GB по секунди.[7] У слуачају машине неуниформног приступа меморији, време приступа не мора бити униформно
- Диск за складиштење - Реда величине неколико терабајта. Од 2013-е, најбоља брзина приступа је у случају SSD диска, око 600 MB по секунди[8]
- Терцијарно складиште - Реда величине неколико ексабајта. Од 2013-е, најбоља брзина приступа је око 160 MB по секунди[9]

Већина модерних процесора су толико брзи да за већину програмских задатака, уско грло представља локалност референце меморијског приступа и ефикасност процесорског кеша и меморијског трансфера измећу различитих нивоа хијерархије. Као резултат, процесор проводи већину времена нерадећи ништа, чекајући да се операције уписивања/читања заврше. Ово се понекад назива цена простора, пошто ће већи меморијски објекат лакше да прелије мали/брзи ниво и захтева коришћење већег/споријег нивоа.
Модерни програмски језици углавном подразумевају два нивоа меморије, главну меморију и складиште диска, иако се у асемблерском језику и унутрашњем асемблеру језика као што је C, директно може приступити процесорским регистрима. Искоришћење оптималне предности меморијске хијерархије захтева сарадњу програмера, хардвера, и компајлера (као и основне подршке оперативно система):
- Програмери су одговорни за премештање података између диска и меморије кроз упис/читање фајлова.
- Хардвер је одговоран за померање података између главне меморије и кеша.
- Оптимизирајући компајлери су одговорни за генерисање кода који при извршењу узрокује ефикасно коришћење кеша и регистара од стране хардвера.

Пуно програмера претпоставља један ниво меморије. Ово лепо функционише док апликација не постане ограничена перформансом. Онда се меморијска хијерархија узима у обзир при исправци кода.